# Bistum Tonga
Das römisch-katholische Bistum Tonga (lat.: Dioecesis Tongana) erstreckt sich über die Inselstaaten Tonga und Niue und hat seinen Sitz in Nukuʻalofa auf Tonga. 

## Geschichte
Vorläufer des Bistums war das am 23. August 1842  aus dem Apostolischen Vikariat Westozeanien heraus begründete Apostolisches Vikariat Zentralozeanien,  das Tonga, Neukaledonien, Samoa, Wallis und Futuna und die Fidschiinseln umfasste.
Am 13. April 1937 wurde der Name in Apostolisches Vikariat der Insel Tonga geändert. 1950 zählte es 6.388 Katholiken (20 %) mit drei Diözesanpriestern, neun Ordenspriestern und 38 Ordensschwestern.
Nachdem es am 22. März 1957 erneut seinen Namen änderte, nun in Apostolisches Vikariat der Insel Tonga und Niue, wurde es am 21. Juni 1966 zum immediaten Bistum erhoben. Bis heute ist das Bistum ein Missionsgebiet der Maristenpatres, die bis in die 1980er Jahre auch die Mehrzahl der Priester stellten. Seit den 1970er Jahren kann man von einer weitgehend abgeschlossenen Entwicklung des Missionsgebietes sprechen, welches 1970 14.488 Katholiken (15,6 %) in 13 Pfarreien mit sechs Diözesanpriestern, 21 Ordenspriestern und 82 Ordensschwestern zählten.
Auch 30 Jahre später hatte sich daran nicht mehr viel geändert. Lediglich das Gewicht zwischen Welt- und Ordenspriestern hatte sich verschoben, waren es 2004 doch 17 Diözesanpriester, neun Ordenspriester und 75 Ordensschwestern in elf Pfarreien mit 15.799 Katholiken (16,1 %). 
Unübersehbar ist ein Anwachsen der Berufungen zum Priesterberuf innerhalb der Diözese, steigt deren Zahl doch von Jahr zu Jahr.
Mit Soane Patita Paini Mafi wurde 2015 zum ersten Mal ein Bischof von Tonga Kardinal. 

## Ordinariaten

### Apostolische Vikare
1. Pierre Bataillon SM (1843–1863)
2. Jean-Amand Lamaze SM (1879–1906)
3. Joseph Felix Blanc SM (1912–1952)
4. John Hubert Macey Rodgers SM (1953–1966)

### Bischöfe
1. John Hubert Macey Rodgers SM (1966–1972)
2. Patelisio Punou-Ki-Hihifo Finau SM (1972–1993)
3. Soane Lilo Foliaki SM (1994–2008)
4. Soane Kardinal Patita Paini Mafi (seit 2008)